# Ángel Romero (Fußballspieler, 1992)
Ángel Rodrigo Romero Villamayor (* 4. Juli 1992 in Fernando de la Mora) ist ein paraguayischer Fußballspieler. Er spielt auf der Position des Stürmers.

## Karriere

### Verein
Ángel Romero erhielt seine sportliche Ausbildung beim paraguayischen Erstligisten Club Cerro Porteño aus dem Barrio Obrero in Asunción. Hier schaffte er 2011 auch den Sprung in den Profikader und kam zu regelmäßigen Einsätzen. Ende Dezember 2013 wurde er zum paraguayischen Fußballer des Jahres ernannt. Anfang Juni 2014 wurde der Spieler an den brasilianischen Erstligisten SC Corinthians aus São Pauloverkauft. Der Kontrakt erhielt eine Laufzeit über fünf Jahre. In der Série A 2015 wurde er dort mit der Mannschaft nationaler Meister. Ein Erfolg, der in der Série A 2017 wiederholt werden konnte.
Im Juli 2019 wechselte Romero nach Argentinien, wo er beim Club Atlético San Lorenzo de Almagro einen Kontrakt unterzeichnete. Aufgrund einer Vertragsklausel musste der Klub auch seinen Bruder Óscar Romero, welcher bei Shanghai Shenhua unter Vertrag stand, verpflichten. Im Januar 2022 wechselte Romero nach Mexiko zu CD Cruz Azul. Der Vertrag erhielt eine Laufzeit bis Jahresende 2022. Im Juni 2022 konnte der Spieler mit dem Klub den Erfolg im Campeón de Campeones feiern.
Nach Auslaufen seines Vertrages mit den Mexikanern, kehrte Romero nach Brasilien zurück, wo er zum zweiten Mal bei Corinthians unterzeichnete.

### Nationalmannschaft
Ángel Romero wurde erstmals Ende August 2013 in die paraguayische Fußballnationalmannschaft berufen. Am 6. September 2013 kam er im WM-Qualifikationsspiel gegen Bolivien zu seinem ersten Einsatz. Sein erstes Länderspiel Tor erzielte Romero am 15. November 2014 in einem Freundschaftsspiel gegen die Auswahl Perus. In dem Heimspiel wurde er nach der Halbzeitpause eingewechselt und traf er in der 70. Minute nach Vorlage von Ruiz zum 1:0 (Entstand-2:1).

## Erfolge
Cerro Porteño
- Primera División: Apertura 2012, Clausura 2013

Corinthians
- Campeonato Brasileiro: 2015, 2017
- Staatsmeisterschaft von São Paulo: 2017, 2018, 2019

Cruz Azul
- Campeón de Campeones: 2021

## Auszeichnungen
- Paraguayischer Fußballer des Jahres: 2013

## Privates
Ángel Romeros Zwillingsbruder Óscar ist ebenfalls Fußballspieler. Sie spielten von 2011 bei 2014 gemeinsam beim Club Cerro Porteño.